# Rivadavia (Mendoza)
Rivadavia - jest argentyńskim miastem leżącym na północnym brzegu rzeki Tunuyán w prowincji Mendoza.
Według spisu z roku 2001 miasto liczyło 52 567 mieszkańców.